# Тональ
Тона́ль (Tonal) — в мифологии индейцев Центральной Америки магический двойник человека, появляющийся вместе с его рождением и имеющий с ним тесную духовную связь. У человека и его тоналя общая судьба — этим он отличается от ангела-хранителя. Тональ чаще всего оказывался животным из джунглей, например лисой или ягуаром, либо пауком. Убийство тоналя приводило к смерти связанного с ним человека. Общение с тоналем происходило во сне. Считалось, что тоналем могут обладать только колдуны или «особые люди». Иногда уточняется, что тональ — это не само животное, а заключённая в нём безличная магическая субстанция. В переводе слово «тональ» связано с днём рождения, календарём, гороскопом и означает некоторую обусловленность, судьбу.
В обычном словоупотреблении тональ и нагваль отождествлялись как зооморфные (териоморфные, звероподобные) двойники человека. Иногда проводится различие между этими понятиями по следующему основанию: тональ — тотемное животное, а нагваль — колдун, способный перевоплощаться в это животное. Также проводят различие между тональным и нагвальным животным: тональ есть у каждого человека, тогда как нагвалем обладают только шаманы; тональ приобретается при рождении, а нагваль стяжается благодаря особым магическим практикам, таким как паломничество к «святому» месту, бодрствование ночью.